# Ricardo Osorio
Ricardo Osorio Mendoza, född 30 mars 1980 är en mexikansk före detta fotbollsspelare (försvarare) som senast spelade för Monterrey i Liga MX. Osorio debuterade för det mexikanska landslaget 2003 och har bland annat representerat landet i VM 2006 och VM 2010.